# St. Landelin (Ettenheimmünster)

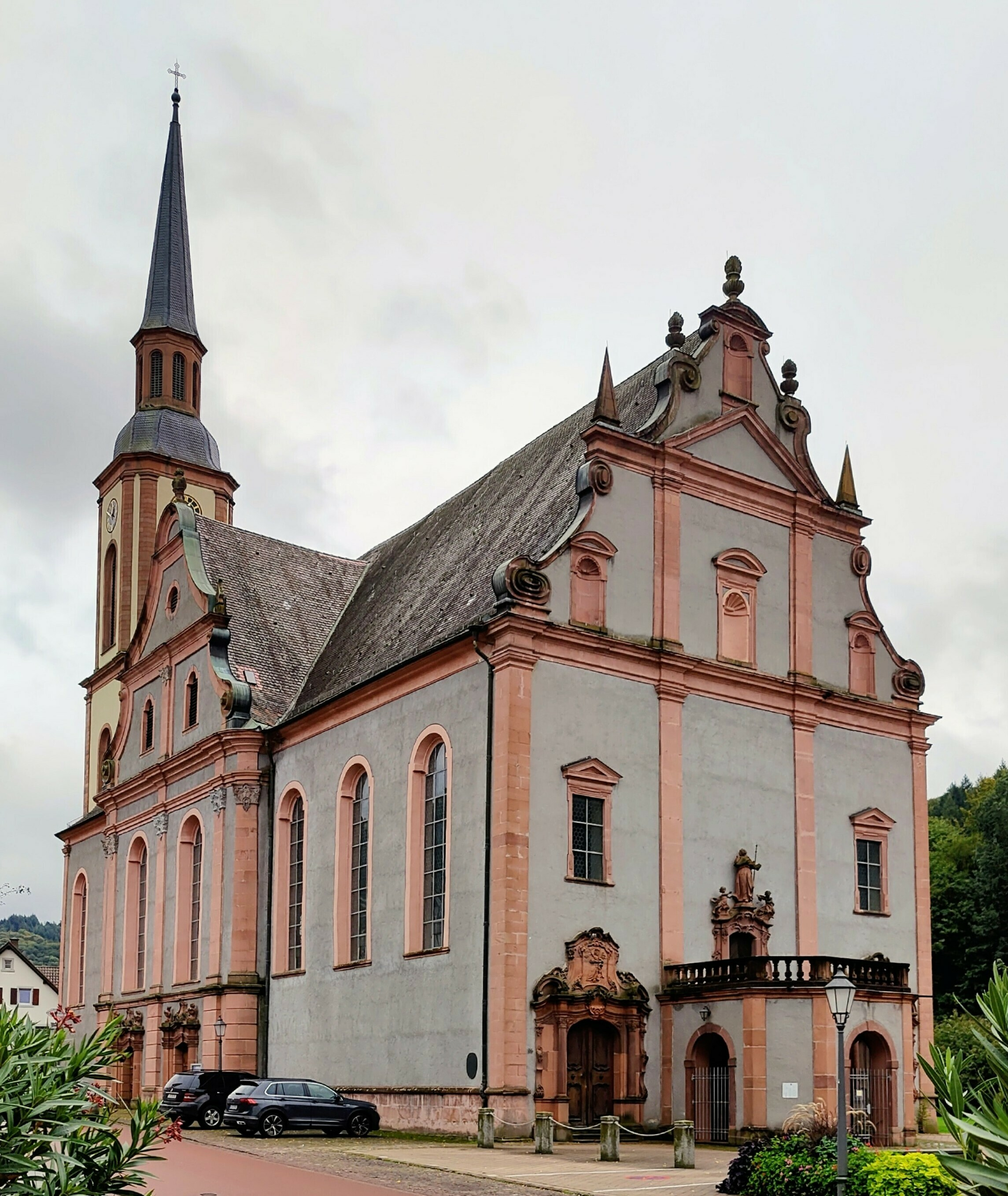
St. Landelin in Ettenheimmünster

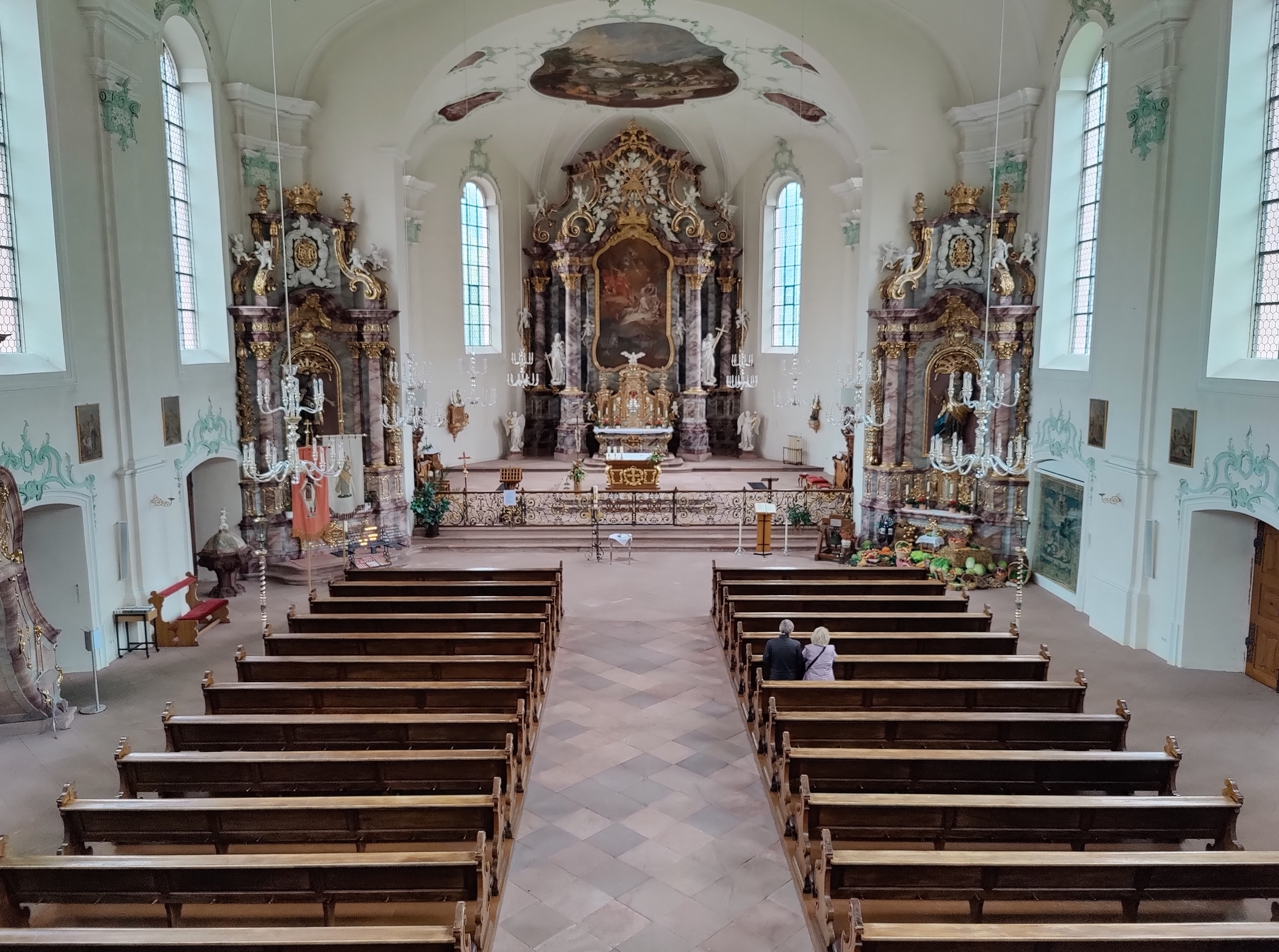
Innenraum (2022)

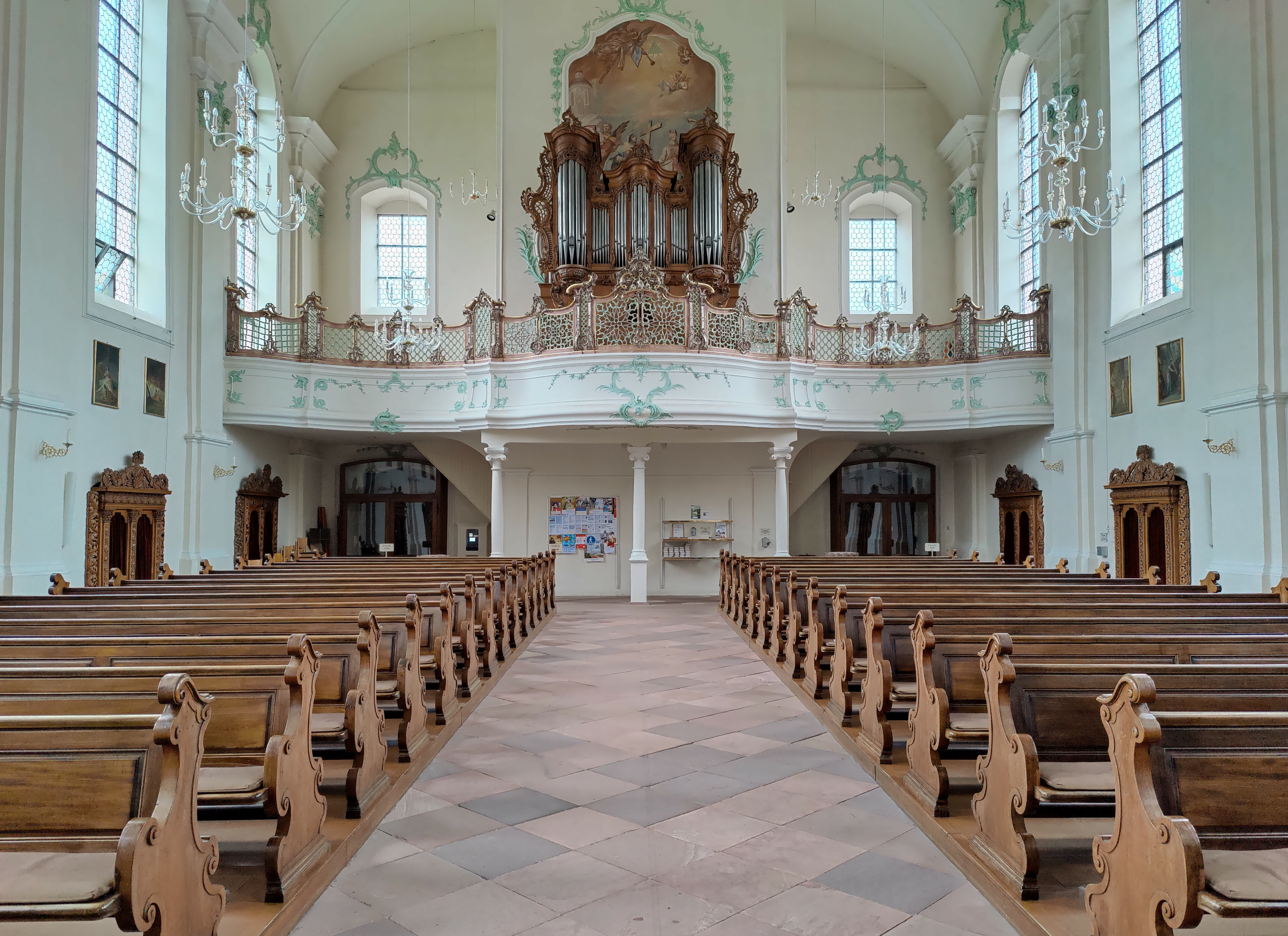
Blick zur Orgel

St. Landelin ist eine ehemalige Wallfahrtskirche und heute die römisch-katholische Pfarrkirche von Ettenheimmünster, einem Gemeindeteil von Ettenheim im Ortenaukreis in Baden-Württemberg. Sie ist beim Landesamt für Denkmalpflege Baden-Württemberg als Baudenkmal eingetragen. Die Kirchengemeinde gehört zum Dekanat Lahr des Erzbistums Freiburg.

## Beschreibung
Die Saalkirche wurde 1687–98 errichtet. Sie besteht aus einem Langhaus, einem eingezogenen, dreiseitig geschlossenen Chor im Osten, einem Chorflankenturm an der Nordwand und einem nach einem Entwurf von Franz Joseph Salzmann 1765 angebauten Querarm an der Südwand des Chors. Die Fassaden des Langhauses und des Querarms sind mit Pilastern gegliedert und mit Volutengiebeln bedeckt.
Der Innenraum des Langhauses ist mit einem Stichkappengewölbe überspannt, das auf wandständigen Pfeilern ruht. Die Deckenmalerei stammt von Joseph Anton Morath, der auch das Altarretabel des Hochaltars schuf. Der Schmuck der Seitenaltäre wird Johann Michael Winterhalder zugeschrieben. Vier Beichtstühle standen bereits in der Klosterkirche. Ein Reliquiar mit der Büste des Landelin von Ettenheimmünster entstand 1506.
Die Orgel mit 22 Registern auf zwei Manualen und Pedal wurde 1769 von Johann Andreas Silbermann für die ehemalige Wallfahrtskirche des Klosters Ettenheimmünster gebaut. Nach Auflösung des Klosters wurde sie in die Wallfahrtskirche St. Landolin umgesetzt. 1872 nahm der Orgelbauer Johann Heinrich Schäfer einen Umbau vor, der 1964 durch Ernest Muhleisen rückgängig gemacht wurde. Die letzte Überholung erfolgte 1990 durch Orgelbau Vier.
Im Kirchturm hängt ein vierstimmiges Glockengeläut, das 1954 von Friedrich Wilhelm Schilling in Bronze gegossen wurde. Die drei größeren Glocken sind in den Uhrschlag der Turmuhr einbezogen: Glocke 1 schlägt die Stunden, die Glocken 2 und 3 übernehmen den Viertelstundenschlag. Eine weitere kleine Glocke (Glocke 5) befindet sich im Innern der Kirche. Sie ist die einzige erhaltene Glocke eines einst siebenstimmigen Geläuts, das im 18. Jahrhundert von dem Glockengießer Edel aus Straßburg gegossen worden war.
Übersicht
| Glocke      | 1       | 2      | 3      | 4      |        | 5 |
| ----------- | ------- | ------ | ------ | ------ | ------ | - |
| Durchmesser | 1145 mm | 950 mm | 839 mm | 750 mm | 445 mm |   |
| Gewicht     | 1045 kg | 584 kg | 397 kg | 282 kg | 58 kg  |   |
| Schlagton   | fis′-4  | a′-2   | h′-4   | cis″-4 | a″+2   |   |